# Elias Mendes Trindade
Elias Mendes Trindade, noto semplicemente come Elias (San Paolo, 16 maggio 1985), è un ex calciatore brasiliano, di ruolo centrocampista.

## Carriera

### Nazionale
Viene convocato per la Copa América Centenario negli Stati Uniti.

## Palmarès

### Club

#### Competizioni statali
- Campionato paulista: 1

Corinthians: 2009

#### Competizioni nazionali
- Campionato brasiliano di seconda divisione: 1

Corinthians: 2008
- Coppa del Brasile: 2

Corinthians: 2009
Flamengo: 2013
- Campionato brasiliano: 1

Corinthians: 2015